# Lee Jeong-yun
Lee Jeong-yun, née le 17 septembre 1996, est une judokate sud-coréenne.

## Carrière
En 2017, elle remporte l'une des médailles de bronze dans l'épreuve féminine de 78 kg aux Championnats d'Asie de judo organisés à Hong Kong. La même année, elle remporte également la médaille d'argent dans sa discipline à l'Universiade d'été de 2017 qui s'est tenue à Taipei, à Taiwan.
Aux Championnats de judo Asie-Pacifique 2019 à Fujairah, aux Émirats arabes unis, elle est médaillée de bronze dans l'épreuve féminine des 78 kg.
En 2021, elle obtient l'une des médailles de bronze de son épreuve au Judo Grand Slam Tashkent qui s'est tenu à Tachkent, en Ouzbékistan. En 2022, elle est médaillée de bronze de sa catégorie au Grand Prix de Judo d'Almada qui s'est tenu à Almada, au Portugal. Elle remporte aussi l'une des médailles de bronze de sa catégorie au Judo Grand Slam Paris 2022 qui s'est tenu à Paris, en France.
En 2024, lors des championnats du monde, Lee Jeong-hun s'incline face à la Française Madeleine Malonga, et écope de la 4e place tandis que sa rivale décroche la médaille de bronze.